# Sarg

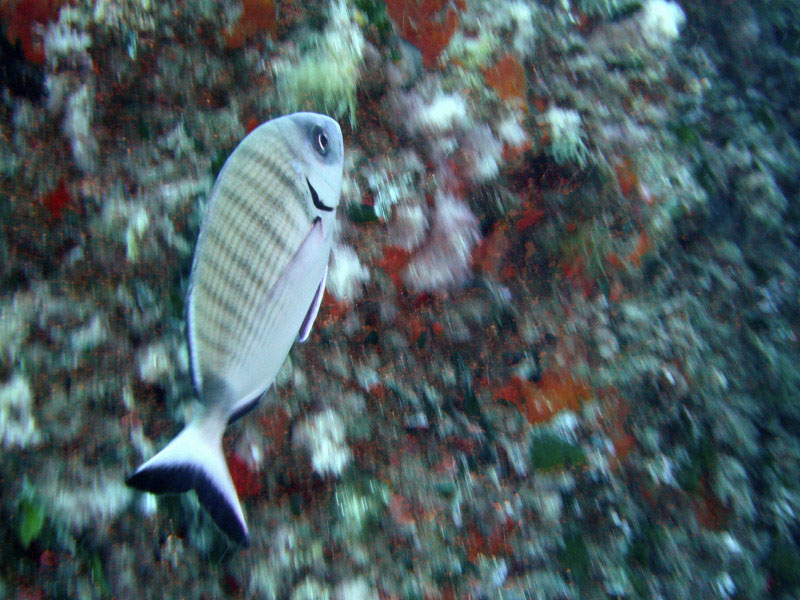
Exemplar fotografiat a Portofino (Itàlia).

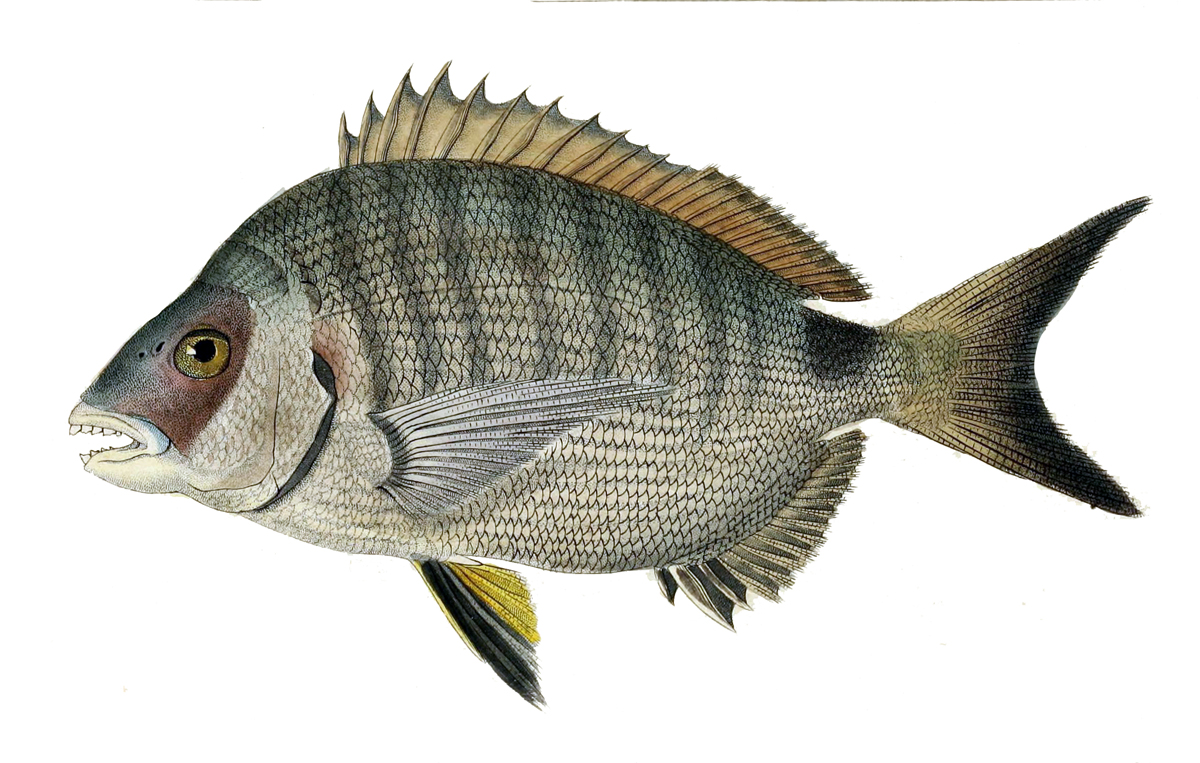
Il·lustració del 1828

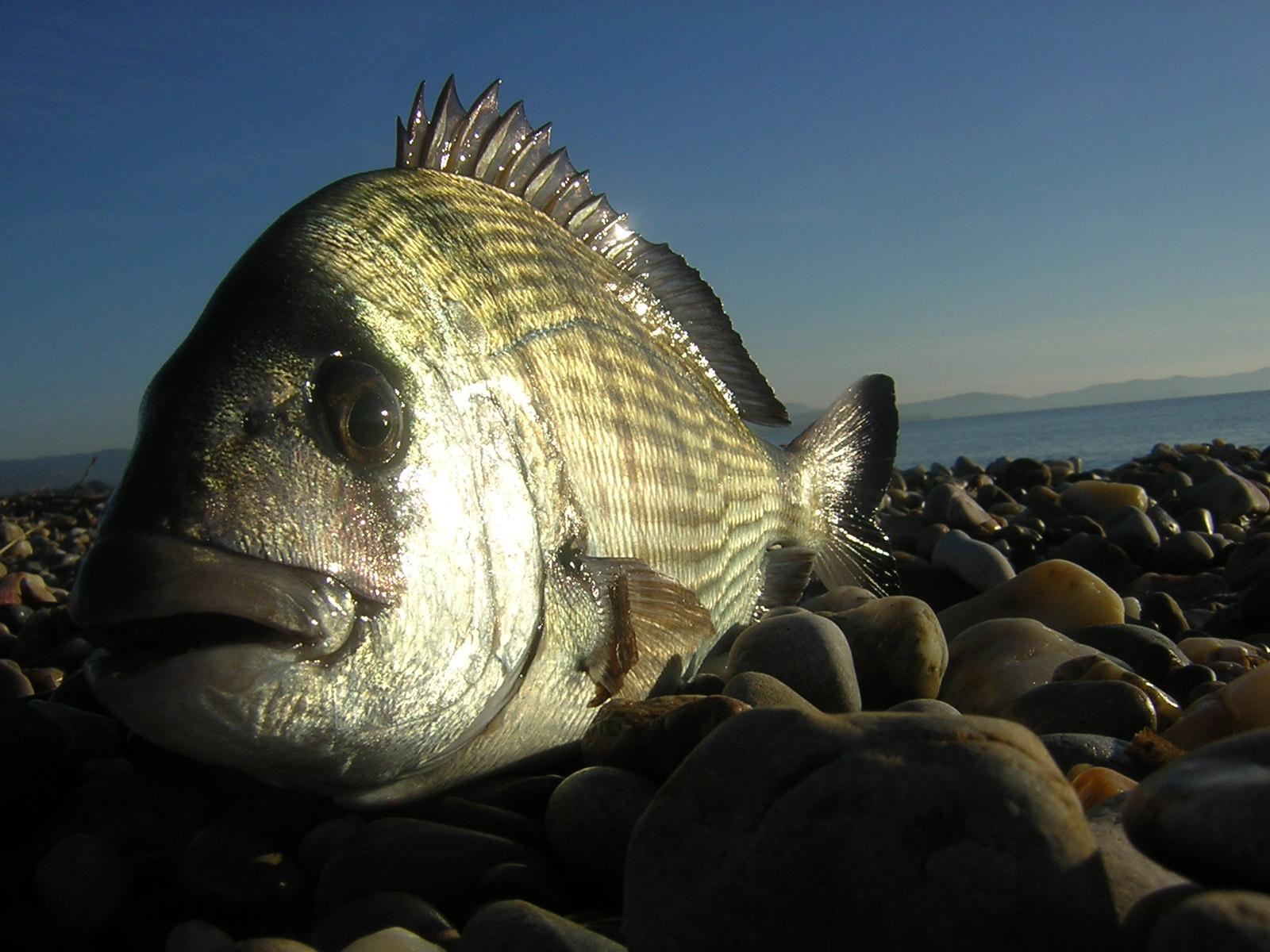
Detall del cap

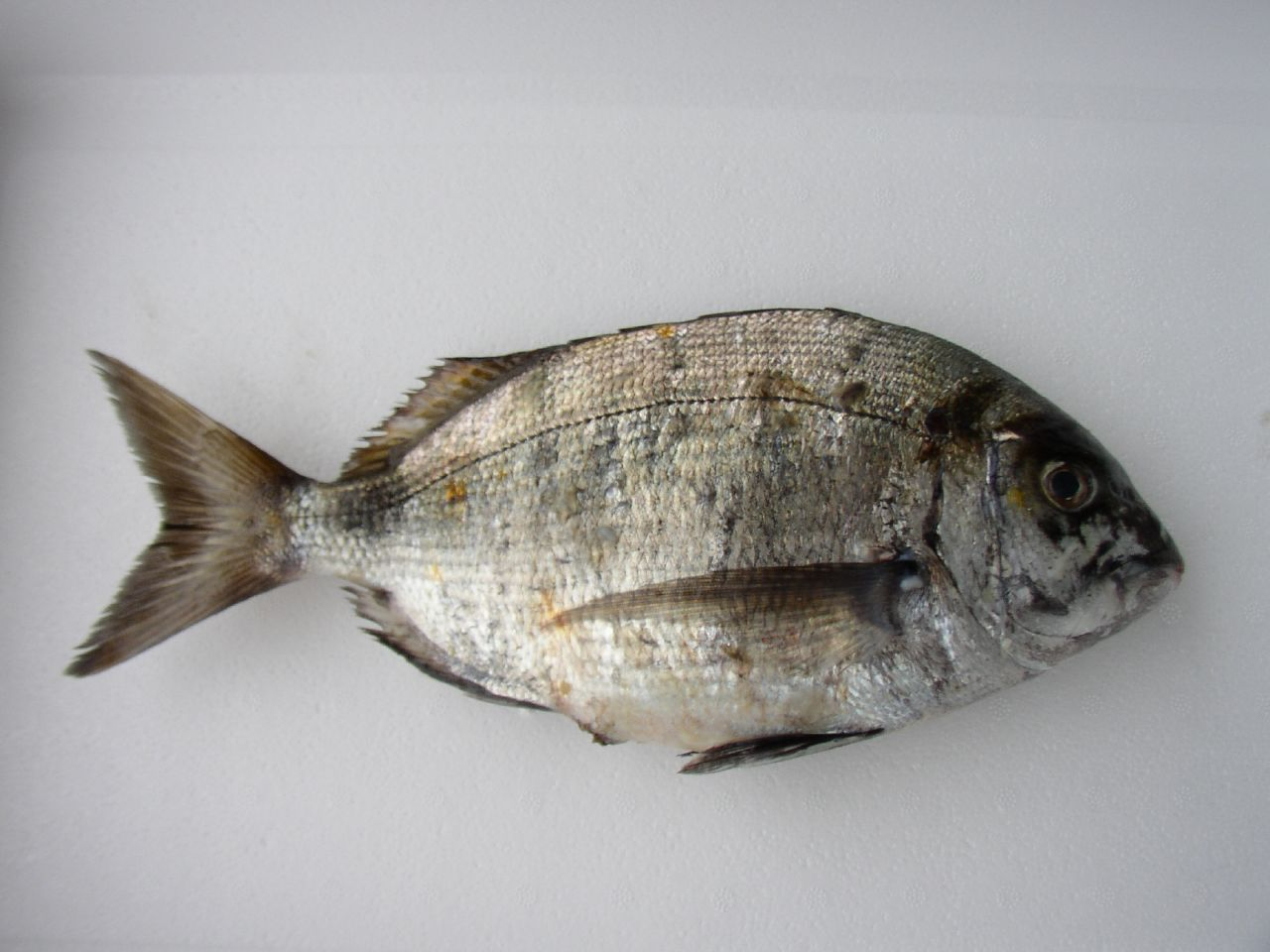
Sarg

El sarg, el sard, la patena, la vidriada o verada (Diplodus sargus) és un peix teleosti de la família dels espàrids i de l'ordre dels perciformes.

## Morfologia
- Pot arribar als 45 cm de llargària total i assolir un pes de 1.870 g a la Mediterrània. A l'Atlàntic assoleix una talla i un pes superiors: 4 kg.[4][5]
- Cos alt, oval i comprimit lateralment.
- Tant el cap, de perfil convex, com la boca són grossos.
- Els llavis són fins i presenta 8 dents incisives a cada mandíbula i dents laterals visibles, arrodonides, formant diverses fileres.
- L'aleta dorsal és única i llarga. Les pectorals són llargues. Les pèlviques són curtes i tenen una espina bastant forta. La caudal és escotada.
- És de color gris argentat, amb bandes brunes longitudinals sobre els flancs i una ampla banda transversal negra sobre la cua, eventualment estesa també sobre les aletes dorsal i anal, i amb les aletes pelvianes negres. Els exemplars més vells poden prendre una coloració més fosca. La vora de la caudal és negra.
- A la subespècie Diplodus sargus sargus li desapareixen les bandes transversals amb l'edat, mentre que a Diplodus sargus cadenati se li mantenen les bandes transversals i té una filera més de molars.[6]

## Subespècies
| Subespècie                                                  | Llargària total màxima | Distribució geogràfica                                                                             |
| ----------------------------------------------------------- | ---------------------- | -------------------------------------------------------------------------------------------------- |
| Diplodus sargus ascensionis (Valenciennes, 1830)            | 22 cm                  | Costes del sud-est de l'Atlàntic: endèmic de l'Illa d'Ascensió                                     |
| Diplodus sargus cadenati (De la Paz, Bauchot & Daget, 1974) | 45 cm                  | Es troba a les costes de l'Atlàntic oriental (des de la Mar Cantàbrica fins a les Illes Canàries). |
| Diplodus sargus helenae (Sauvage, 1879)                     | 31 cm                  | Costes del sud-est de l'Atlàntic: endèmic de Santa Helena                                          |
| Diplodus sargus kotschyi (Steindachner, 1876)               | 30 cm                  | Costes occidentals de l'oceà Índic (Golf Pèrsic i nord de l'Índia)                                 |
| Diplodus sargus lineatus (Valenciennes, 1830)               | 28 cm                  | Costes centrals de l'Atlàntic oriental: endèmic de Cap Verd.                                       |
| Diplodus sargus sargus (Linnaeus, 1758)                     | 45 cm                  | Costes de la Mediterrània i de la mar Negra                                                        |

## Reproducció
Arriba a la maduresa sexual als 2 anys quan arriba, si fa o no fa, als 17 cm. A la conca occidental de la mar Mediterrània la reproducció té lloc entre febrer i maig. Pot ser hermafrodita proteràndric o presentar sexes separats.

## Alimentació
Menja mol·luscs, crustacis i equinoderms (estrelles de mar i holotúries). També pot alimentar-se de grumers i d'algues. Els alevins poden actuar com a desparasitadors d'altres peixos. Els joves són omnívors i els adults carnívors.

## Hàbitat
És una espècie costanera que prefereix els fons rocallosos (naturals o artificials), però no rebutja ni les praderies de Posidonia oceanica ni els fons sorrencs fins als 50 m.

## Distribució geogràfica
Es troba a les costes de la Mediterrània, a l'Atlàntic (des de les costes franceses fins a Angola, incloent-hi Cap Verd i Santa Helena), Iraq i Madagascar.

## Costums
- Quan l'onatge és fort, es troba a les parets dels penya-segats per alimentar-se dels invertebrats que es desferren de les roques.
- Entra dins les coves en cas de perill (o s'escapa cap a mar oberta) i per descansar.
- És present tot l'any prop del litoral, essent els individus més grossos els que s'hi apropen més quan arriba l'hivern. Els alevins entren a llacunes.
- Pot acompanyar les moles de salpes (Sarpa salpa).
- Els joves són més gregaris que els adults.
- És freqüent que comparteixi els forats i roques amb escorballs.[33]

## Observacions
- La presència de variades (Diplodus vulgaris) per damunt les roques pot indicar la presència de sards davall les pedres.
- Té una longevitat de 10 anys.[34]

## Pesca
És una espècie comercial de carn apreciada, en especial quan fa més de 20 cm. Es captura amb una gran varietat d'arts i ormeigs, com són els tremalls, l'artet, el volantí, amb palangres i arts d'arrossegament. A més, és una de les captures més freqüents de la pesca submarina.